# Mabrouk El Mechri
Pour les articles homonymes, voir Mechri.
Mabrouk el Mechri, né le 18 septembre 1976 à Versailles est un réalisateur, scénariste et acteur français.

## Biographie
Né le 18 septembre 1976 à Versailles, El Mechri commence sa carrière, en 1995, comme l'assistant du réalisateur Mathieu Kassovitz. Ensuite, El Mechri se tourne vers la réalisation de trois courts métrages.
Mabrouk El Mechri signe son premier film, Virgil en 2005. Dans la foulée, il met en scène le spectacle de stand-up de Tomer Sisley, sorti en DVD en 2006.
En 2008, son second long-métrage JCVD, dans lequel Jean-Claude Van Damme interprète son propre rôle, le révèle comme réalisateur.
À la suite du succès critique de ce projet, il enchaîne avec le développement d'un autre projet, Sage-Femme, porté par Vanessa Paradis et Michael Madsen, dont l'action doit se dérouler à New York. Mais le film n'aboutit pas.
Il participe alors au scénario et aux dialogues de la comédie décalée La Loi de Murphy, qui sort discrètement en 2009, avec un Omar Sy pré-Intouchables.
Il se concentre donc sur une série télévisée, Maison close, axée sur la vie des prostituées à Paris et diffusée sur Canal+. Il réalise six des huit épisodes de la saison 1 diffusée fin 2010, qui reçoit un large accueil médiatique.
Il enchaîne avec un troisième long-métrage, le film d'espionnage américain Sans issue, portée par Henry Cavill, Bruce Willis, et Sigourney Weaver. Le film, sorti fin 2012, est éreinté par la critique et échoue commercialement .
Début 2013 est diffusée la seconde saison de Maison close, dont il met en boîte les quatre premiers épisodes.
En 2018, il réalise les six épisodes de la mini-série policière de Canal+, intitulée Nox. La fiction est portée par Nathalie Baye, Maïwenn, et Malik Zidi, et créée par le scénariste/réalisateur de cinéma Fred Cavayé et l'expérimenté auteur de télévision Quoc Dang Tran.
En 2022, il réalise ensuite un long métrage, son premier en dix ans, avec Kung Fu Zohra. Il y dirige notamment Sabrina Ouazani, Ramzy Bedia et Eye Haïdara.

### Vie privée
Mabrouk El-Mechri a été marié pendant six ans avec la réalisatrice Audrey Dana, avec qui il a eu un premier enfant, Lee, né en 2008. En 2012, après son divorce, il rencontre Virginie Efira, elle aussi divorcée. Le couple donne naissance à une petite fille prénommée Ali, née en mai 2013. Ce prénom arabe est à la fois un hommage à Ali McGraw, l’héroïne de Love Story, et au boxeur Mohamed Ali. Le couple se sépare en 2014.

## Filmographie

### Réalisateur

#### Cinéma
- 1998 : Mounir et Anita (court métrage)
- 2000 : Génération cutter (court métrage)
- 2003 : Concours de circonstances (court-métrage)
- 2005 : Virgil
- 2008 : JCVD
- 2012 : Sans issue (The Cold Light of Day)
- 2022 : Kung Fu Zohra

#### Télévision
- 2010-2013 : Maison close (série télévisée) - 12 épisodes
- 2018 : Nox (série télévisée) - 6 épisodes

### Scénariste
- 1998 : Mounir et Anita
- 2000 : Génération cutter
- 2003 : Concours de circonstances
- 2008 : JCVD
- 2009 : La Loi de Murphy de Christophe Campos
- 2022 : Kung Fu Zohra

### Acteur
- 2007 : Gomez vs Tavarès de Gilles Paquet-Brenner : Rachid